# Guazapares
Guazapares är en kommun i Mexiko.   Den ligger i delstaten Chihuahua, i den nordvästra delen av landet, 1 300 km nordväst om huvudstaden Mexico City. Antalet invånare är 8 998. Arean är 2 146 kvadratkilometer.
Terrängen i Guazapares är huvudsakligen bergig, men åt nordost är den kuperad.
Följande samhällen finns i Guazapares:
- Aremoibo
- Hormigueros
- Los Llanos de Uruapan
- Verónica
- El Terrero Amarillo
- Agua Salada